# Shawn Reaves
Shawn Reaves (* 5. Januar 1978 in Monroe, Louisiana) ist ein US-amerikanischer Schauspieler, bekannt aus der kurzlebigen US-Serie Tru Calling.
Vor Tru Calling hatte er bloß einige Auftritte in Filmen (Things behind the sun, Autofocus, Dandelion). In Tru Calling spielte er Harrison Davies, den kleinen Bruder von Tru, gespielt von Eliza Dushku. Nach dem Ende der Serie ist es ziemlich ruhig um ihn geworden. Derzeit (Frühjahr 2006) steht er für den Low-Budget Film Still of the night vor der Kamera.
Produzenten und Regisseure bezeichnen ihn als einen professionellen und guten Schauspieler.
2006 hatte er eine Gastrolle in Law & Order: Special Victims Unit.
Zurzeit lebt er in Los Angeles.